# Szojuz TMA–03M
A Szojuz TMA–03M a Szojuz TMA–M orosz háromszemélyes szállító/mentőűrhajó űrrepülése volt 2011-ben és 2012-ben. A 66. emberes repülés a Nemzetközi Űrállomásra (ISS), a 111. Szojuz űrhajó (1967 óta).

## Küldetés
Hosszú távú cserelegénységet szállított a Nemzetközi Űrállomás fedélzetére. A tudományos és kísérleti feladatokon túl az űrhajók cseréje volt szükségszerű.

## Jellemzői
2011. december 21-én a Bajkonuri űrrepülőtér indítóállomásról egy Szojuz–FG juttatta Föld körüli, közeli körpályára. Több pályamódosítást követően december 23-án a Nemzetközi Űrállomást (ISS) automatikus vezérléssel megközelítette, majd sikeresen dokkolt. Az orbitális egység pályája 88,9 perces, 51,65 fokos hajlásszögű, elliptikus pálya perigeuma 199 kilométer, apogeuma 267 kilométer volt.
Az időszakos karbantartó munkálatok mellett elvégezték az előírt kutatási, kísérleti és tudományos feladatokat. A legénység több mikrogravitációs kísérletet, emberi, biológiai és biotechnológiai, fizikai és anyagtudományi, technológiai kutatást, valamint a Földdel és a világűrrel kapcsolatos kutatást végeztek. Fogadták a Progressz teherűrhajókat (M–13M, M–14M), kirámolták a szállítmányokat, illetve bepakolták a keletkezett hulladékot.
2012. július 1-jén Zsezkazgan városától hagyományos visszatéréssel, a tervezett leszállási körzettől mintegy 146 kilométerre ért Földet. A 6 fékezőrakéta hatására a leszálló sebesség 6-7 méter/másodpercről csökkent 1,5 m/s-ra. Összesen 192 napot, 18 órát és 58 percet töltött a világűrben. 3007 alkalommal kerülte meg a Földet.

## Személyzet

### Felszállásnál
- Oleg Dmitrijevics Kononyenko parancsnok,  Oroszország
- André Kuipers fedélzeti mérnök,  Hollandia
- Donald Roy Pettit fedélzeti mérnök,  Egyesült Államok

### Leszálláskor
- Oleg Dimitrijevics Kononyenko parancsnok,  Oroszország
- André Kuipers fedélzeti mérnök,  Hollandia
- Donald Roy Pettit fedélzeti mérnök,  Egyesült Államok

### Tartalék személyzet
- Jurij Ivanovics Malencsenko parancsnok,  Oroszország
- Sunita Lyn Williams fedélzeti mérnök,  Egyesült Államok
- Akihiko Hoshide fedélzeti mérnök,  Japán